# Župnija Mirna Peč
Župnija Mirna Peč je rimskokatoliška teritorialna župnija dekanije Novo mesto škofije Novo mesto. Župnija je t. i. »prafara«, saj je bila prvič omenjena že leta 1112. 
Do 7. aprila 2006, ko je bila ustanovljena škofija Novo mesto, je bila župnija del nadškofije Ljubljana.

## Podružnice
- Mali Vrh
- Dolenji Podboršt
- Hmeljčič
- Hmeljnik
- Golobinjek
- Globodol
- Šentjurij